# Toscana Rossa
Toscana Rossa ist ein Dokumentarfilm des DEFA-Studios für Kurzfilme von Uwe Belz aus dem Jahr 1972.

## Handlung

### Erster Tag
Begleitet von mehreren Kameraschwenks über die Landschaft der Toscana im herbstlichen Licht, wird deren Geschichte erzählt. Aus dem ursprünglichen Etrurien, ein mächtiges Reich mit einer blühenden Kultur in den Jahrhunderten vor Christus, als Rom noch ein kleines Dorf war, wurde gegen Ende der Römischen Kaiserzeit eine bedeutungslose Provinz des Römischen Reiches. Im Mittelalter entwickelte sich hier die Toscana, eine von Kaisern und Päpsten begehrte, aufstrebende Wirtschaftsmacht, voller Kunstschätze der Gotik und der Renaissance. 
Es folgt eine Vorstellung verschiedener Städte, die die Toscana bekannt machen, so San Gimignano, eine Stadt mit vielen Türmen, die immer Bestandteil kriegerischer Auseinandersetzungen war. Es folgt Pisa, einst ein wichtiger Seehandelsplatz mit dem berühmten Schiefen Turm und danach wird Siena gezeigt, mit einer der schönsten Kirchen Italiens, dem Cattedrale di Santa Maria Assunta aus dem 14. Jahrhundert. Hier regiert, wie in vielen toscanischen Städten, eine sozialistische Koalition. Auch in Florenz, der Stadt Dante Alighieris, Giotto di Bondones, Leonardo da Vincis und Michelangelos, sitzen im Rathaus die Kommunisten, genauso wie in Certaldo, der Vaterstadt des berühmten Giovanni Boccaccio, dem Schriftsteller, Spötter und Lästerer. Marcello Marsini, der Bürgermeister und ehemalige Partisan erläutert den Begriff Toscana Rossa so, dass der Kampf der Arbeiterbewegung eine lange Tradition in der Toscana hat und es gab auch eine starke Partisanenbewegung. Die antifaschistischen Kräfte waren schon immer stark und wurden von den Linken geführt. Deshalb sind die Kommunisten und die Sozialdemokraten die stärksten Parteien in der Toscana, deshalb auch der Name Rote Toscana.

### Zweiter Tag
Es ist der Tag eines Generalstreiks in Florenz. In der Toscana haben Klassenkämpfe Tradition, selbst Boccaccio konnte schon davon berichten, wie Zunftgesellen ihrem Meister eine Nase drehten. Heute geht es um die Frauen der Textilfabrik Confi, deren Betrieb geschlossen wurde, um ihn als Spekulationsobjekt zu verwenden. Das ließen sich die Arbeiterinnen nicht gefallen, besetzten den Betrieb und sind sicher, den Kampf zu gewinnen, wie sich mehrere der Textilarbeiterinnen äußerten. Die heutige Demonstration mit vielen roten Fahnen findet statt, um die Regierung zu zwingen, mit einer staatlichen Verwaltung den Betrieb zu übernehmen, damit die Frauen wieder mehr Sicherheit haben. Bisher haben die Arbeiterinnen keinen Lohn und keine staatliche Unterstützung erhalten, nur die linken Genossen springen mit ihren Spenden ein. Der Sekretär der Kommunistischen Partei Italiens (KPI) für die Toskana, Alberto Checci erläutert, dass der Streik aber auch den wirtschaftlichen und sozialen Reformen gilt. Ein weiteres Ziel ist die Abwehr der italienischen Kapitalisten und der rechtsgerichteten politischen Kräfte, die eine Wende der italienischen Politik in ihre Richtung versuchen. 

### Dritter Tag
An diesem Tag werden die Menschen der Toscana gezeigt, so auch Winzer. Sie führen nicht gerade ein leichtes Leben, doch es wächst ein brauchbarer Wein auf den Hügeln. Goten und Griechen, die Herzöge von Medici, Deutsche, Franzosen und Faschisten herrschten in der Vergangenheit hier und gingen wieder, wenn auch nicht ganz freiwillig. Nun wird es Zeit, dass die Bewohner der Toscana selbst das Ruder in die Hand nehmen. Gezeigt werden Arbeiter an einem Abfüllkarussell für Weinflaschen, Arbeiterinnen in einer Schuhfabrik, ein Tischler an einer Fräsmaschine, Holzzuschneider in einer Möbelfabrik, sowie das Treiben auf einem Markt. Die Kamera fängt nun Meinungen der Bürger ein, bei denen ein junger Mann sagt, dass er durch eine kommunistische Revolution den Kapitalismus abschaffen würde. Eine Frau würde sofort die faschistischen Kräfte ausschalten. Eine andere Frau meint, dass die Schüler und Studenten sich dafür einsetzen müssen, die Massen besser zu informieren, weshalb die Schulen verbessert werden sollten. Eine weitere Meinung ist, dass die Einigkeit erreicht und das Ziel klar sein muss. Ein junger Mann bemängelt, dass Italien in der NATO ist, die die amerikanische Politik vertritt. Er fordert, aus diesem Bündnis auszutreten. Eine bessere Zukunft wird es nur geben, wenn die Reaktion zerschlagen wird. 

## Produktion
Toscana Rossa wurde von dem DEFA-Studio für Kurzfilme auf ORWO-Color gedreht. Die Premiere fand am 27. Oktober 1972 statt.